# Arundinella cannanorica
Arundinella cannanorica là một loài thực vật có hoa trong họ Hòa thảo. Loài này được V.J.Nair, Sreek. & N.C.Nair mô tả khoa học đầu tiên năm 1984.